# 2005 GX206
2005 GX206 est un objet transneptunien en résonance 2:7 avec Neptune. Il á éte decouvert en 2005.

## Caracteristiques
2005 GX206 a un diamètre estimé à environ 140 km.